# Charon (księżyc)
Charon (Pluton I) – największy naturalny satelita Plutona, odkryty 22 czerwca 1978 roku przez Jamesa Christy’ego.

## Odkrycie i nazwa

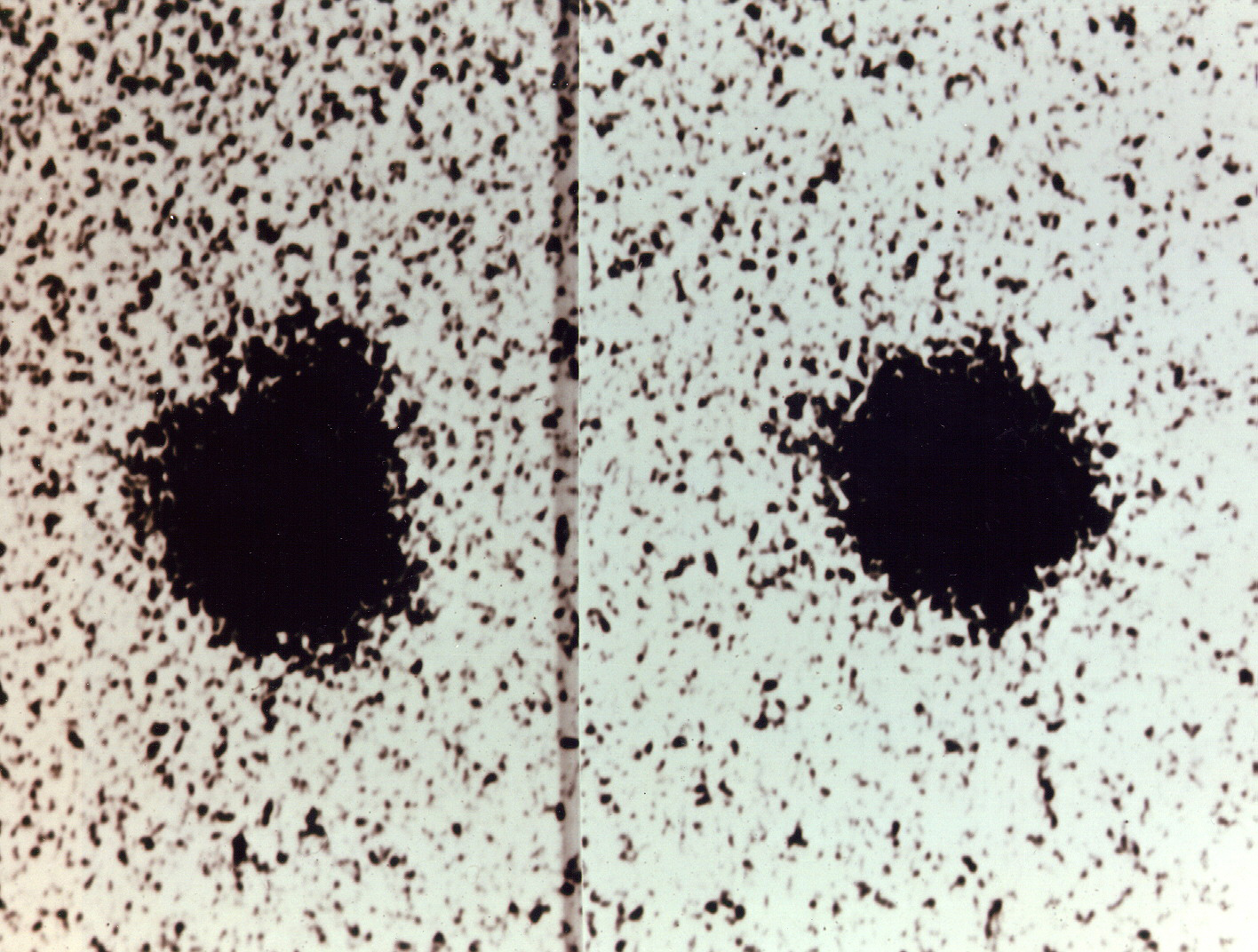
Zdjęcia, które przeglądał Christy w 1978, na lewym widoczne wyraźne wybrzuszenie – księżyc Charon

22 czerwca 1978, przeglądając powiększone fotografie Plutona wykonane 1,55-metrowym teleskopem w placówce United States Naval Observatory we Flagstaff, z zamiarem dokładniejszego wyliczenia parametrów orbity, Christy zauważył, że na znacznej części zdjęć tarcza planety wygląda jak nieregularny owal, na niektórych zdjęciach planeta była zaś okrągła. Christy przejrzał również zdjęcia z poprzednich lat i także dostrzegł wydłużenie obrazu planety. Co więcej, wybrzuszenie zdawało się zmieniać położenie względem otaczających gwiazd. Po wykluczeniu możliwości, że wydłużenie to mogło być spowodowane wadami klisz fotograficznych, bądź że były to gwiazdy w tle, Christy doszedł do wniosku, że jest to nieznany wcześniej księżyc Plutona. Na podstawie ruchu wybrzuszenia na zdjęciach ustalono, że okres obiegu satelity to ok. 6,4 dnia. W celu potwierdzenia odkrycia wykonano kolejne zdjęcia w obserwatorium we Flagstaff oraz Cerro Tololo. Wyliczone przewidywania zgadzały się z otrzymanymi zdjęciami.
7 lipca 1978 odkrycie zostało oficjalnie ogłoszone przez Centralne Biuro Telegramów Astronomicznych. Odkryty księżyc otrzymał prowizoryczne oznaczenie 1978 P1. Christy zaproponował nazwę Charon, od mitologicznego przewoźnika dusz przez rzekę Styks. Nazwa ta pozwoliłaby jednocześnie uczcić żonę Christy’ego – Charlene (zdrobniale Char) oraz dochować tradycji nazywania planet i księżyców od postaci z mitologii greckiej i rzymskiej.
Inny pracownik United States Naval Observatory – Robert S. Harrington wyliczył, że począwszy od początku 1985 w układzie Plutona wystąpi szereg zaćmień i okultacji. Pierwsza pomyślna obserwacja jednego z tych tranzytów miała miejsce 17 lutego 1985, z tylko ok. 40-minutowym błędem w stosunku do wyliczeń Harringtona, co było ostatecznym dowodem na istnienie księżyca. Cyrkularz MUA z potwierdzeniem tej obserwacji ukazał się 22 lutego 1985 i od tej pory nazwa Charon stała się oficjalna.

## Orbita

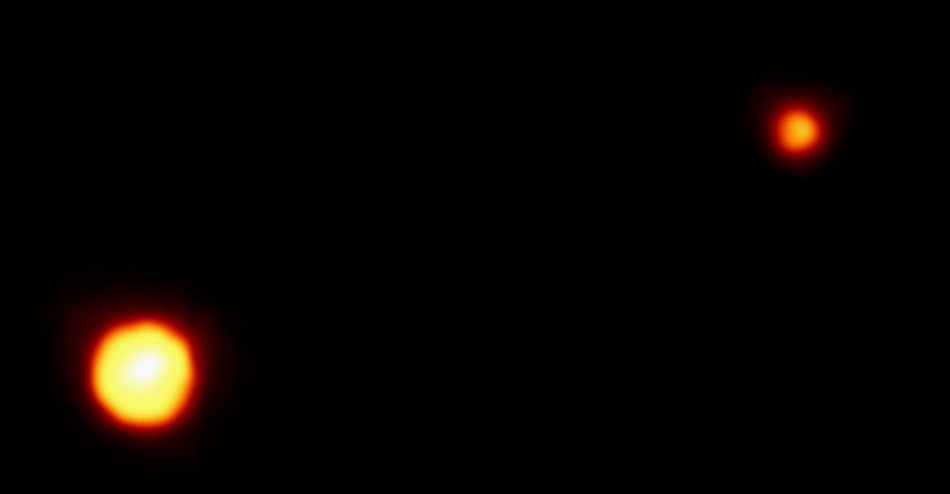
Pluton i Charon (z prawej) widziane przez Teleskop Hubble’a

Charon obiega Plutona po niemal kołowej orbicie o promieniu ok. 19 600 km. Jedno okrążenie trwa 6 dni 9 godzin 17 minut – tyle samo, co okres rotacji tej planety karłowatej, dlatego obydwa ciała są stale zwrócone do siebie tymi samymi stronami.
Średnica Charona (1212 km) jest tylko dwa razy mniejsza od Plutona, a jego masa jest osiem razy mniejsza; środek masy układu Pluton-Charon znajduje się w przestrzeni między tymi ciałami. Te cechy sprawiają, że Pluton i Charon są czasami nazywane podwójną planetą karłowatą.

## Budowa

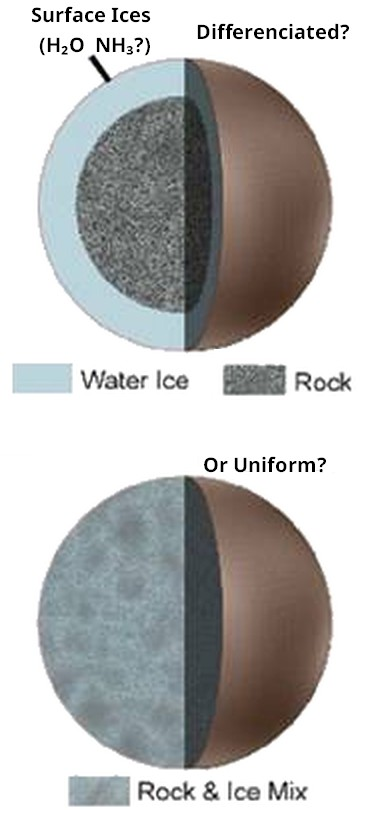
Dwa możliwe warianty budowy wewnętrznej Charona: ciało zdyferencjonowane (podzielone na warstwy) i jednorodne.

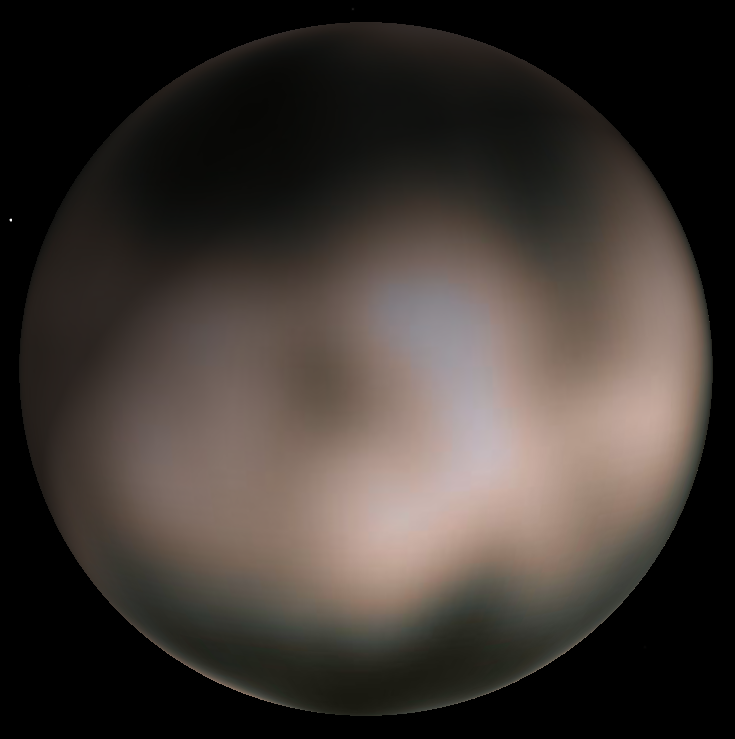
Obraz Charona wygenerowany komputerowo na podstawie zdjęć Kosmicznego Teleskopu Hubble’a

Ze względu na małe rozmiary i dużą odległość od Słońca niewiele wiadomo na temat budowy i składu chemicznego Charona. Przypuszcza się, że jest on pokryty warstwą lodu wodnego o temperaturze ok. -220 °C. Wiosną 1996 roku za pomocą Teleskopu Hubble’a udało się wykonać zdjęcia, na których można rozróżnić pewne szczegóły powierzchni obydwu ciał.
Więcej szczegółów dotyczących tego księżyca pozwalają uzyskać obserwacje sondy New Horizons, która w lipcu 2015 roku przeleciała w pobliżu układu Plutona.

## Charon w fantastyce naukowej
W uniwersum serii Mass Effect w roku 2149 naukowcy odkrywają, że Charon nie jest księżycem, a przekaźnikiem masy pokrytym grubą warstwą lodu. Zostaje nadana mu nazwa „przekaźnik Charona”. Ten technologiczny artefakt umożliwia niemal natychmiastowy transport statku między skupiskami gwiazd i systemami planetarnymi.
Charon występował też jako planeta szkoleniowa w pierwszych wydaniach powieści Joego Haldemana Wieczna wojna o kosmicznej wojnie ludzi z obcą rasą. W późniejszych wydaniach nazwa planety została zmieniona na Cerberus.